# Stade Luis-de-la-Fuente
Le stade Luis-de-la-Fuente est un stade de football situé à Veracruz au Mexique qui a une capacité de 28 703 spectateurs.

## Histoire
Inauguré en 1967, il porte alors le nom d'Estadio Veracruz. En 1981, il est renommé Estadio Luis Pirata Fuente en l'honneur de Luis de la Fuente (en).

## Concert
- Luis Miguel – 12 mars 2006
- Shakira – 18 mai 2007
- Maná – 1er mars 2008